# Afrarpia mariepsiensis
Afrarpia mariepsiensis là một loài bướm đêm trong họ Crambidae. Chúng là loài duy nhất trong chi Afrarpia, thường được tìm thấy ở Nam Phi.